# 野上原站
野上原站（日语：／ Nogamihara eki */?）是位於茨城縣常陸大宮市野上字下町1234番1號，東日本旅客鐵道（JR東日本）的水郡線車站。

## 歷史
- 1956年（昭和31年）11月19日：日本國有鐵道旅客車站啟用。
- 1987年（昭和62年）4月1日：伴隨國鐵分割民營化，車站由東日本旅客鐵道（JR東日本）營運[1]。

## 車站構造
此站是地面車站，設有1面1線的單式月台。
此站是由常陸大子站管理的無人車站。在月台上設有上蓋、壁報板和長椅。

## 車站周邊
站前設有迴旋路。
- 常陸大宮市立山方南小學
- 野上原簡易郵局
- 國道118號（日语：国道118号）

## 相鄰車站
東日本旅客鐵道（JR東日本）
■水郡線
玉川村－野上原－山方宿

## 注腳
1. ↑  『交通年鑑 昭和63年版』 交通協力會，1988年3月。

## 外部連結
- 車站資訊（野上原）：東日本旅客鐵道（日語）